# Локомотиви БДЖ 101-106
Пътническите локомотиви 101-106 са доставени от „Staatseisenbahn-Gesellschaft – Wien“ през 1890 г. Първоначално са номерирани от 14 до 19, а малко по-късно получават номерата 101 – 106. Освен номерата са носили и следните имена.
Това са първите локомотиви в нашите железници с висока конструктивна скорост (70 km/h), първите със свободна водеща колоос (талига) и сцепни колооси с такъв голям диаметър (1600 mm). Те са триосни, с водеща втора сцепна колоос. Локомотивът е без спирачка. Ръчна има само тендерът, действаща върху всички колооси. Самият той е триосен. До пристигането на бързоходните локомотиви серия 08.00 локомотивите №№ 101 – 106 са с най-висока конструктивна скорост. Бракувани са през 1923 г. след 33 години служба поради старост и недостатъчни теглителни способности и унищожени.

## Експлоатационни и фабрични данни за локомотивите[1]
| Експлоатационен номер | Експлоатационен номер | Експлоатационен номер | Експлоатационен номер | Име       | фабр. №/ година | Бележки           |
| доставен              | от 1904 г.            | от 1906 г.            | от 1908 г.            | Име       | фабр. №/ година | Бележки           |
| --------------------- | --------------------- | --------------------- | --------------------- | --------- | --------------- | ----------------- |
| 6                     | 9                     | 14                    | 101                   | „Пловдив“ | 2161/1890       | Бракувани 1923 г. |
| 7                     | 10                    | 15                    | 102                   | „Дунав“   | 2162/1890       | Бракувани 1923 г. |
| 8                     | 11                    | 16                    | 103                   | „Тунджа“  | 2163/1890       | Бракувани 1923 г. |
| 9                     | 12                    | 17                    | 104                   | „Арда“    | 2164/1890       | Бракувани 1923 г. |
| 10                    | 13                    | 18                    | 105                   | „София“   | 2165/1890       | Бракувани 1923 г. |
| 11                    | 14                    | 19                    | 106                   | „Бургас“  | 2166/1890       | Бракувани 1923 г. |